# إشقرن (لهري)
إشقرن هي إحدى مشيخات المملكة المغربية، تتبع جغرافيا لإقليم خنيفرة وإداريًا للهري. يقدر عدد سكانها بـ 3381 نسمة حسب الإحصاء الرسمي للسكان والسكنى لسنة 2004.